# Моделезалежний реалізм
Моделезалежний реалізм — це підхід до наукового дослідження, який зосереджується на ролі наукових моделей явищ. Він стверджує, що реальність слід тлумачити на основі цих моделей, а там, де кілька моделей збігаються при описі певного предмета, всі вони правомірні. Моделезалежний реалізм вважає, що говорити про «справжність» моделі безглуздо, оскільки ми ніколи не можемо бути абсолютно впевненими у чомусь. Єдине, що має значення — це корисність моделі. Термін «моделезалежний реалізм» був запропонований Стівеном Хокінгом та Леонардом Млодіновим у книзі «Вищий задум» (2010). [Архівовано 20 грудня 2021 у Wayback Machine.]

## Огляд
Згідно з концепцією моделезалежного реалізму, всі наші знання про «реальність» складаються з переплетень картин світу, які пояснюють спостереження, пов'язуючи їх за певними правилами з поняттями, визначеними в моделях. Чи вдасться знайти остаточну теорію всього? Хокінг та Млодінов вважають, що це ще не зрозуміло: В історії науки ми бачимо послідовність все кращих теорій або моделей, від праць Платона до класичної теорії Ньютона і сучасних квантових теорій. Виникає питання: чи досягне ця послідовність врешті-решт кінцевої точки, остаточної теорії Всесвіту, яка включатиме всі сили та передбачатиме кожне можливе спостереження, чи ми будемо продовжувати вічно знаходити кращі теорії, але ніколи не дійдемо до такої, яку неможливо буде покращити? Ми ще не маємо остаточної відповіді на це питання… [Архівовано 20 грудня 2021 у Wayback Machine.]
— Стівен Хокінг і Леонард Млодінов, «Вищий задум», с. 8
Картина світу — це комбінація спостережень, що супроводжується концептуальною моделлю та правилами, які пов'язують концепції моделі із спостереженнями. Різні картини світу, які однаково добре описують певні дані, мають однакове право вважатися справедливими. Згідно моделезалежного реалізму не обов'язкове існування єдиної картини світу або навіть щоб вибрані дані включали всі доступні спостереження. Система всіх спостережень в даний час охоплена мережею картин світу, що накладаються і в місцях цих накладань утворюється безліч однаково правильних картин світу. На даний момент наука не задовольняється однією картиною світу для пояснення наявних спостережень: Так само, як і в картах, що в проєкції Меркатора в деяких місцях перекриваються, різні моделі там, де їхні діапазони збігаються, також передбачають однакові явища. Але так само, як немає пласкої карти, яка б добре відображала всю земну поверхню, не існує єдиної теорії, яка б добре відображала спостереження у всіх ситуаціях… [Архівовано 20 грудня 2021 у Wayback Machine.]
— Стівен Хокінг і Леонард Млодінов, «Вищий задум», с. 9
Якщо для одного і того ж явища знайдено кілька моделей, то жодна з моделей не є кращою за інші в межах цієї області.

## Вибір моделі
Моделезалежний реалізм, не відкидаючи ідею «справжньої реальності», вважає, що ми не можемо пізнати цю реальність, а можемо лише наблизитись до її пізнання, створюючи моделі-посередники між цією реальність і нами, надане через моделі. Погляд на моделі в модельно-залежному реалізмі також пов'язаний з інструменталістським підходом до сучасної науки, згідно з яким концепція або теорія повинна оцінюватися тим, наскільки ефективно вона пояснює та передбачає явища, а не тим, наскільки точно вона описує об'єктивну реальність (що, очевидно, неможливо стверджувати напевне). Хокінг та Млодінов формулюють у своїй книзі такі критерії хороших моделей:  
1. Модель мусить бути елегантною (тобто це те, що робить моделі зручними для використання, тобто здатність встановлювати зв'язки між різними моделями і законами, показувати їх спільне походження, а близькі — об'єднувати простішою і більш загальною моделлю)
2. Містить якомога менше  довільних або нефіксованих  параметрів
3. Узгоджується і пояснює всі існуючі спостереження
4. Дає детальні прогнози щодо майбутніх спостережень, які можуть спростувати або сфальсифікувати модель, якщо не підтвердяться.

«Якщо модифікації вже існуючих моделей, необхідні для врахування нових спостережень, стають занадто химерними, це свідчить про необхідність нової моделі». Звісно, ця вимога суб'єктивна, як і інші критерії. На думку Хокінга та Млодінова, навіть дуже успішні моделі, що використовуються сьогодні, не відповідають всім цим критеріям, тож ці критерії швидше служать орієнтирами.

## Подальше читання
- Mark Colyvan (2001). §4.3 The role of confirmation theory. The Indispensability of Mathematics. Oxford University Press. с. 78–79. ISBN 0198031440.
- Thomas Kuhn (1977). Chapter 13: Objectivity, value judgment, and theory choice. The Essential Tension: Selected Studies in Scientific Tradition and Change (вид. 7th). University of Chicago Press. с. 321–322. ISBN 0226458067. An on-line excerpt stating Kuhn's criteria is found here [Архівовано 15 лютого 2013 у Wayback Machine.] and they also are discussed by Bird, Alexander. Thomas Kuhn.
- John Worrall (1990). Scientific revolutions and scientific rationality. У C Wade Savage (ред.). Scientific theories; Volume 14 of Minnesota Studies in the Philosophy of Science. University of Minnesota Press. с. 333. ISBN 0816618011.
- Daniel Williams (2011). How Concepts of Self-Regulation Explain Human Knowledge (PDF). The Bent. Tau Beta Pi. Архів оригіналу (PDF) за 27 листопада 2021. Процитовано 16 грудня 2021.

- Едвардс, Кріс. Stephen Hawking's other controversial theory: Model Dependent Realism in The Grand Design (critical essay), Скептик (Альтадена, Каліфорнія), 22 березня 2011 р.